# Glomera asperata
Glomera asperata är en orkidéart som beskrevs av Rudolf Schlechter. Glomera asperata ingår i släktet Glomera och familjen orkidéer. Inga underarter finns listade i Catalogue of Life.